# Lasionycta subfuscula
Lasionycta subfuscula är en fjärilsart som beskrevs av Augustus Radcliffe Grote 1873. Lasionycta subfuscula ingår i släktet Lasionycta och familjen nattflyn. Inga underarter finns listade i Catalogue of Life.

## Bildgalleri

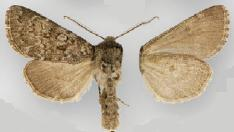
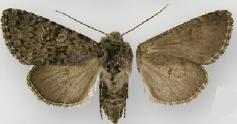
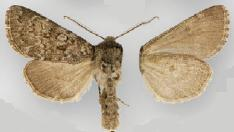
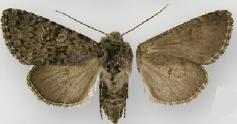